# Geranomyia austropicta
Geranomyia austropicta är en tvåvingeart som först beskrevs av Alexander 1929.  Geranomyia austropicta ingår i släktet Geranomyia och familjen småharkrankar. Inga underarter finns listade i Catalogue of Life.